# ボーク
ボーク（英: Balk）とは、野球において投手の投球や塁への送球における反則行為である。このルールの目的は、投手が打者や走者を欺いて不利になるような行為（他競技でフェイントと言われる行為）をすることにより盗塁やヒットエンドラン、単純なヒットなどを阻もうとするのを防ぐことにある。

## MLBにおける歴史
1840年代半ばに最初の野球のルールを書いたアレクサンダー・カートライトがボークに該当する行為を取り上げ、この時から既に違反とされていた。1899年にボークの明確なルールが作られ、走者の進塁が明記された。1989年にはさらに厳しい規則が作られたが、それによってボークが急増したためにシーズン途中に元に戻される混乱があった。

## ボークとなる場合
ボークとなる場合は、公認野球規則6.02(a)項「ボーク」の13項目（以下に挙げる項目の冒頭にある文字(1)〜(13)は、公認野球規則の項目に対応するものである。いずれも走者がいる場合、という前提条件が付いている。）とその他の規定によりボークとして扱われるものがある。

### 投球に関する動作
(1) 投手板に触れて、投球動作を途中で止めた（ストップモーション）。
二段モーションは、2018年の規則改定によってボークとはならなくなった。(二段モーションを禁止していたのは日本のみ)
投球動作中に転倒したり、バランスを崩したりした場合や投球前に手を滑らしてボールを落とした場合も、投球動作の中止にあたるので、ボークである。
以下の動作を行った場合には投球動作に入ったとみなされるため、引き続いて牽制動作をすると投球動作の中止にあたるので、ボークである。
- 自由な足を振って、投手板の後縁を越えてから(何が越えてからなのか不明瞭)の牽制（ただし二塁への牽制は許される）。
- 両肩が動いた後での牽制（ワインドアップからの牽制はこれに該当する）。
- 肩をセンター方向に向けながらの牽制。
- 足のつま先を打者方向に向けながらの牽制。

(5) 反則投球を行った。
規定されているワインドアップポジションまたはセットポジションからの投球動作に反した投球を行った。
打者が打席でバットを構えていない時に投球を行った（クイックピッチ）。
(6) 打者と正対する前に投球した。
(7) 投手が投手板に触れることなく投球、あるいはそれに関する動作を行った。
(13) セットポジションで完全に静止しなかった。
完全に静止したかどうかは審判員の判断によるが、その基準はリーグの内規や取り決め等による面もある。そのため、内規や取り決め等が改正された場合や、リーグ移籍後間もない場合、投手が何度もボークを取られることもある。特に、NPBでは1998年から静止を厳格に取るようになり、ボークが急増した。2017年のボークは全部で62件だったが、このうち42件がこの点に関する違反であって、日本では厳格に適用しすぎるとの指摘があり、2018年から緩和するとの方針が示された。また、投手からのサインも、正規のセットポジションから逸脱したものとして厳密にはボークとなり厳しく取られる場合もある。

#### 二段モーション
二段モーション（にだんモーション）とは、投球時に足をいったん上げてから下げ、また上げて投球動作を行うことを指す。このとき投球動作中にわずかでも全身が静止すると、公認野球規則5.07(a)(1)～(2)項で規定する正規の投球動作に違反するため、反則投球と判定されていたが、2018年の規則改定によって反則投球とはならなくなった。

##### 日本プロ野球における実例
二段モーションは小林繁が1980年代に取り入れ、1990年代に三浦大輔、山崎慎太郎、赤堀元之が使うことで広まり多くの選手に取り入れられてきた。
規則に投球動作の「反則」の規定はあったものの、日本では反則となる境界線が不明瞭な状態が長きにわたって続いており、二段モーションは暗黙のうちに認められてきたとされる。例外的に、1995年の開幕戦で日本ハム上田利治監督が近鉄山崎慎太郎の二段モーションに対し、「完全にルール違反や」と2度抗議に出ている。
2005年、野球の国際化を目指すという方針が打ち出され、規則の条文を日本独自に解釈するのでなく、条文の通りに厳格に適用することが国際化であるとし、これを理由に二段モーションの規制が強化された。
しかし、審判員によって二段モーションを宣告する基準がまだまだあいまいである点などいくつかの問題点を残していた。また、規制強化に伴い投球フォームの変更を強いられた投手が多数発生した。
なお日本で二段モーションとして指摘された投手がMLBの審判に問題ないとされたり、日本で問題なかった投手がMLBで注意を受けるケースがあった。これは、ルールに則るなら二段モーションではなくストップモーション（投球動作途中静止）として線引きの議論する所を、二段モーション規制にしてしまったせいで本質のルールが無視されてしまったことに原因がある。アテネ五輪では二段モーションは反則にはならなかった。

##### 日本のアマチュア野球における実例
上記の通りプロでは長らく黙認されていた二段モーションであるが、アマチュアにおいては公認野球規則を順守する形で、プロで規制強化される以前から全面的に禁止となっていた。しかし、プロで二段モーションが普及するに伴い、アマチュア選手や特に子供達がこれを真似るようになった為、アマチュアでも問題視されるようになりプロアマ合同の規則委員会で二段モーション規制を厳格化するよう申し入れが行われた。
だが、実際には「そのモーションが二段モーションであるかどうか」も含め、規則の運用は個々の審判員に委ねられているので、ストライクゾーンのように審判員によって判断が微妙に異なる。その審判員が止まっていると判断し、相手を欺いているとみなしたら、それは反則投球である。この事例は特に高校野球の地方大会と全国大会などで発生することが多く、千葉ロッテマリーンズに2015年のドラフト5位で入団した専大松戸・原嵩の第97回全国高等学校野球選手権大会時のように、判断の差異が問題になることがあった。

##### 具体例
- 「溜め」を作る為の足の動作：一度上げた足を下げてもう一度上げる、あるいは上げた足を下ろすのを我慢するための動作。コントロールを安定させる、あるいは投げ急ぎを抑えるなどの効果を期待して行われたもの。三浦大輔、高橋建、岩隈久志などに見られた。これが静止に当たるか又はどの投手までの動作なら許容範囲か議論されずに規制されている。
- 打者のタイミングを意図的に外す動作：一度上げた足を止めた状態で足首だけを動かす、あるいは投球によって上げた足を下ろすタイミングが違う、足が上がった状態で体全体が一瞬止まるといったもので、二段モーション規制の本来の意味は本件の抑止にあるとみられる。2006年以降も試合中に投手が審判から二段モーションを指摘される例が時折見られる。
- ロッキング：走者がいない状態で振りかぶって投げるとき、振りかぶったグラブが止まっただけで反則ととる規定が2005年秋の規制強化直後に存在した。これによりワインドアップからノーワインドアップ（グラブを胸の前などに置いてから投球を開始する）に投球フォームを変更した投手もいた[注 2]。松坂大輔なども一度この規定に引っかかっている。

##### 二段モーションの解禁
2017年8月17日の西武対楽天戦（メットライフ）にて、西武の先発菊池雄星が試合中に2度も反則投球を取られたことが物議を醸した。菊池の投球フォームはこのシーズンの序盤では二段モーションではなかったものの、シーズンが進むにつれて徐々に右脚を一度下ろして再び右脚を上げる完全な二段モーションへと変化していった。この試合以前でも菊池は度々審判から投球フォーム上の注意を複数回受けていたが改善されず、反則投球と取られるに到った。しかしそれまで事実上黙認されていた投球フォームがこの試合で急に反則投球とみなされるというタイミングと、試合後の西武球団がNPBに出した意見書の返答が「審判の判断に委ねる」という曖昧な内容に不可解さが残った。菊池はこの次の試合となるソフトバンク戦（ヤフオク）の投球第1球目から再び反則投球を取られ、試合後西武球団がNPBに対して二段モーションに関する質問状を提出することとなった。菊池以外にも日本ハムの井口和朋投手が同年8月19日の試合で、それまで問題無かった投球フォームが二段モーションによる反則投球を取られるという事が起こり、二段モーションの是非が再び論議されるようになった。
2018年1月29日、NPBは2018年度の野球規則改正を発表。この改正によって二段モーションを反則投球と定める項目が削除され、二段モーションが解禁となった。

### 牽制球に関する動作
(2) 投手板に触れた状態で、塁へ送球する真似（偽投）をして、実際に送球しなかった。
二塁に限り、投手板に触れた状態で偽投しても差し支えない。ただし、二塁走者がいない場合はボークになる（後述）。また、自由な足を振って、投手板の後縁を越えたにもかかわらず、打者に対して投球せず、二塁以外に送球した場合、項目(1)に該当し、ボークとなる。
投手板を外せば、一・三塁に対して偽投してもボークにならない。ただし、本塁（打者）に対しては偽投は認められない。
(3) 投手板に触れた状態で、自由な足を牽制方向に踏み出さずに牽制した。
投手板を外せば、どのような投げ方であってもボークにはならない。
三塁に踏み出して偽投し、振り向きざまに一塁に送球した場合は、三塁に送球しなかったことが項目(2)に該当し、ボークになる。
(4) 投手板に触れて、走者のいない塁に送球した、あるいはその動作を起こした。
盗塁しようとした走者をアウトにするために走者のいない次の塁へ送球するなど、守備行為のために必要な送球であれば差し支えない。
ホームスチール又はスクイズプレイが企図された場合も、正規に投手板を外してから本塁にボールを投げれば、それは送球とみなされる。この送球を捕手がフェアグラウンドに飛び出してきて捕球する行為は通常の守備行為であり、ホームスチールを補助する意図で打者が空振りを行ったり、打ったりした場合は守備妨害となる。しかし投手板を外さずに本塁にボールを投げた場合、それは打者への投球とみなされる。従って打者には打つ権利があり、捕手がフェアグラウンドに飛び出してきて捕球する行為や他の野手が本塁を通過する前に投球をカットするような行為は打撃妨害である。この場合は公認野球規則6.01(g)により、打撃妨害のみならずボークも宣告され、盗塁行為の有無にかかわらず全走者に1個の進塁が許される。

### ボールの扱いに関する動作
（8） 走者が塁を離れていないのに不必要にその塁に送球するなどして試合進行を遅らせた（遅延行為）。
公認野球規則では投手の遅延行為については6.02(c)(8)項に規定があり、審判員は一度警告を発し、それでもなお遅延行為が繰り返される場合は、投手に退場を宣告するとしている。6.02(a)(8)項の【原注】では、6.02(c)(8)項を適用して投手を退場させた際に、合わせて本項のボークも課せられることが定められている。しかし、日本のアマチュア野球では6.02(c)(8)項に独自に【注】を設け、遅延行為が繰り返される場合は、投手に退場を宣告する代わりに「ボール」を宣告するとしている。このとき合わせて遅延行為によるボークを適用するのかどうかについては、この【注】には明記がなく、実際の規則運用が不明瞭である。
（9）ボールを持たずに、投手板に触れるか、跨ぐか、あるいは投手板に触れずとも投球する真似をした（隠し球の項目参照）。
（10）正規の投球姿勢をとった後、実際に投球または送球する場合を除いて、ボールから一方の手を離した。
（11）投手板に触れている状態で、故意か偶然かにかかわらず、ボールを落球した。
（12）故意四球において、キャッチャーズボックスに両足が入っていない捕手に投球した。
「故意四球が企図されたときに限って、ボールが投手の手を離れないうちに捕手が片足でもボックスの外に出しておれば」ボークとなることが、日本の公認野球規則では【注】を設けて明記している。しかし、日本プロ野球では本項に違反しているプレイが行われているにもかかわらずボークが宣告されないことが多く、事実上黙認されている。

### 投球動作に関係しないが特別にボークとして扱われるもの
- 三塁走者がスクイズプレイまたは本盗によって得点しようと試みた場合、捕手またはその他の野手がボールを持たないで、本塁の上またはその前方に出るか、あるいは打者または打者のバットに触れた。

本項は6.02(a)項「ボーク」ではなく6.01(g)項「スクイズプレイまたは本盗の妨害」に規定されたものであり、主に投球の際にスクイズプレイや本盗が企図されたときに、捕手が本塁での守備動作を行うために捕球する前からキャッチャーボックスから出て前方に進むことを違反とするものである。
本項に該当した場合、ボールデッドとなり、投球の正規、不正規に関係なく、「ボーク」により全ての走者に１個の安全進塁権、および「（捕手またはその他の野手の）インターフェア」により打者に１塁への安全進塁権が与えられる。
なお、本盗に気付いた投手が投手板を正規に外して走者を刺そうと送球したときには、捕手が本塁の上またはその前方に出ることは正規のプレイであり、打者がこの送球を打てば、打者はかえって守備妨害として処置されることとなる。（同項【注４】）
- 投手が、1打席中に3回の「離脱」（牽制球を試みるか、投手板を外す行為）を行い、かつ離脱に伴う一連のプレイで走者をアウトにできなかった。

なお、打席の途中で任意走者が進塁するかアウトとなった場合、回数のカウントは0に戻る。本項は2021年からマイナーリーグベースボールで施行され、2023年からはMLBでも施行されている。

## 宣告法
ボークがあった場合、審判員は、投手を指差し「ボーク」、または「ザッツアボーク」（That's a balk!）と宣告する。ただし、すでに投球動作が行われている場合は、球審は発声のみ行い、投手を指差すジェスチャーはしない。
プレイが一段落したら「タイム」を宣告してボールデッドにした後、塁上の走者に進塁の指示をする。プレイが一段落するまでは直ちにボールデッドとならない場合がある（詳しくは後述）ので、審判員は、ボーク宣告後もプレイに注意しておかなければならない。

## 処置

### 走者がいる場合
原則としてボールデッドとなり（その時点のボールカウントの状況に関係なく次の処置が執られる）、塁上の走者に安全進塁権が1個与えられる。三塁に走者がいれば得点となる。ストライクまたはボールは宣告されない。
投手がボークを犯しながら投球または送球をして、それが暴投や捕逸あるいは悪送球になったり野手が後逸したりした場合、直ちにボールデッドとはならず、走者はボークで与えられた塁からさらに先の塁へ、アウトになる危険を冒して進塁することが許される。走者がボークで与えられた塁以上に進塁しようとした時点で、ボークと関係なくプレイは続けられる。
打者に対しては特別な処置は設けられておらず、原則としてボールカウントはそのままで打ち直しとなる。
しかし打者がボークの投球を打って安打や失策で一塁に達し、他の全ての走者が少なくとも1つ進塁した場合には、ボークはなかったものと見做してプレイはそのまま続けられる。ボークの投球が四死球となり、打者と全ての走者が1つ進塁権を得る場合（つまり走者一塁、一・二塁、満塁の場合）も、ボークと関係なくプレイはそのまま続けられる。
- 上記の場合、打者走者を含む走者が1人でも進塁できない状況があれば、たとえ走者がアウトになっていても取り消され、さかのぼってボークが宣告される。実例として1998年7月15日に横浜スタジアムで行われた試合でのケースが挙げられる。読売ジャイアンツの槙原寛己の投球を横浜ベイスターズの打者、佐伯貴弘が打ってライトフライとなったが、ボークが宣告されていたためアウトは取り消しとなった。そして投げ直しとなった投球を、佐伯が本塁打としている。
- 他の全ての走者が少なくとも1つ進塁した場合には、ボークで与えられた塁より先の塁でアウトになった場合でも、アウトは取り消されない。またその際に塁を踏み損なった（空過した）としても進塁したものと看做される。

三塁走者によるホームスチールやスクイズプレイの際に、捕手やその他の野手が、本塁上やフェアグラウンドに飛び出してきて投球を捕球したり、打者や打者が所持するバットに触れたりする行為があった場合には、投手にボークが課される上に打撃妨害もあわせて宣告され、打者にも一塁が与えられる。この際はボールデッドになる。この場合、他の走者にもボークによって安全進塁権が1つ与えられるが、打者が出塁することによって押し出される走者が2つ先の塁まで進めるということにはならない。
- 実例として1975年9月15日、甲子園球場での阪神対大洋戦がある。1-1の同点で迎えた延長12回裏二死三塁で大洋の投手・小谷正勝は阪神の打者・池辺巌と相対した際、三塁走者の末永正昭がホームスチールを狙ってスタートを切るのを見てセットポジションの体勢から静止せずに本塁へ投球し、この投球を捕手の福嶋久晃が捕球しようとしてホームベースに身を乗り出して打者池辺の打撃を妨害する形になった。この間のプレイに対して球審の福井宏は福嶋に対して打撃妨害を、小谷に対してボークをそれぞれ宣告した。その結果、三塁走者の末永の本塁への進塁権が認められてサヨナラゲームとなった[14]。

### 走者がいない場合
走者がいない場合はボークにはならないが、ボークと同じような動作を行った場合には、それが反則投球とみなされる場合に限り「ボール」を宣告する。ただし、打者が反則投球を打って安打にしたり、失策や四死球その他により一塁に到達した場合は、そのプレイが生かされる。
- 実例として2005年10月4日、甲子園球場での阪神対横浜戦がある。3-6と横浜がリードして9回裏、横浜クルーンは1死無走者の場面で、打者スペンサーに対して0ボール2ストライクからの3球目を二段モーション[注 7]で投げたところ、一度上げた左足が地面についてしまい、三塁塁審は反則投球と判定した。スペンサーはこの反則投球を打ってショートゴロとし、一旦一塁でアウトを宣告されたがこれは取り消された。ここでの反則投球はボールと扱われるので、1ボール2ストライクからのやり直しが正しいが、その試合の責任審判でもあった三塁塁審が場内アナウンスの際に「1（ストライク） - 2（ボール）からやり直します」と宣告してしまったため、実際に2ボール1ストライクからのやり直しとなってしまった。4球目がボールで3ボール1ストライクとなった時点で横浜監督の牛島和彦から指摘を受けて、改めてカウントが2ボール2ストライクに訂正された（球審も気づいていなかった）。ちなみに、この後スペンサーは四球を選び、得点に繋がった。

投球動作中にボールが手から飛び出した場合は、ボールがファウルラインを超えた場合は「ボール」を宣告するが、ファウルラインを越えなかった場合は投球とみなされず、何も宣告されない。

## フォースボーク
走者一・三塁の状況では意図的に投手のボークを誘うフォースボーク（force balk）というトリック・プレーが用いられる場合がある。これは二人の走者が連携して動くことでボークを誘発し、安全進塁権を与えられた三塁走者が生還するというものである。具体的には、一塁走者は大きくリードをとることで投手に牽制球を投げさせ、三塁走者は投手が牽制動作に入ったところで本塁へスタートを切る。これにより、慌てた投手がプレートを外さずに一塁への牽制を止めて本塁へ送球してしまうことで、一塁への偽投によりボークとなることを狙う。三塁走者に背を向ける形になる左投手に対して用いられる場合が多いが、右投手の場合でも一塁走者がわざと一二塁間に飛び出して守備側の関心を惹き、その隙に三塁走者が本塁を陥れる形で実行される場合がある。

## ボークにまつわるエピソード

### タイムが適用されずボークに
1962年6月11日、MLBのクリーブランド・インディアンス対ボストン・レッドソックスの試合。満塁の場面でインディアンスの走者チノ・フランコーナがワインドアップの動作に入っていたレッドソックスの投手アール・ウィルソンに「待ってくれ」と声をかけた。その声を聞いたウィルソンはすぐに動作を止めたが、審判員はフランコーナの声は聞こえなかったとしてウィルソンにボークを宣告し、走者の進塁を認めた。ウィルソンは気落ちしてその後に3点本塁打を浴び、4-0で試合に負けた。

### 打者が打撃姿勢をやめたためボークにならず
2020年9月23日の福岡ソフトバンクホークス対オリックス・バファローズの5回裏、走者一・二塁でオリックスの投手田嶋大樹がセットポジションをとってからソフトバンクの打者グラシアルがタイムを要求して打撃姿勢を解き、投手は投球動作を中止した。打者は投手がセットポジションをとるかまたはワインドアップを始めた場合に打撃姿勢をやめることは許されていないため（公認野球規則5・04(b)）、審判団協議の結果、打者と投手の双方が違反を犯したとしてボークを認めず、元のボールカウントから試合を再開した。なお、公認野球規則5・04(b)では、打者が打撃姿勢をやめても投手が投球すれば、球審はその投球によってボールまたはストライクを宣告することとされている。

### サヨナラボーク
ボークによる得点によってサヨナラゲームになることを「サヨナラボーク」と表現される。プロ野球でサヨナラボークが発生した事例は未だない。
1998年8月16日の第80回全国高等学校野球選手権大会2回戦の豊田大谷対宇部商戦で、2-2の同点で迎えた延長15回裏無死満塁からの4球目、宇部商の藤田修平投手が投球動作を止めたことがボークと判定され三塁走者が生還、豊田大谷がサヨナラ勝ち。高校野球全国大会で初のサヨナラボークとなった。
2017年の全国高等学校野球選手権徳島大会では1回戦の城東高対阿波高戦の9回裏一死三塁の場面で、阿波の捕手が最初からキャッチャーボックスから出た状態で故意四球の投球を受けたためにボークを宣告され、三塁走者が進塁し城東のサヨナラ勝ちとなった。公認野球規則に定められた「故意四球において、キャッチャーズボックスに両足が入っていない捕手に投球した。」が適用された。捕手のミスにも見えるためこのプレーを「捕手ボーク」と呼ぶ者もいたが、前述の公認野球規則通り誤りである。
大学野球では2017年の第66回全日本大学野球選手権大会2回戦、九州産業大学対四国学院大学戦で、1-1の同点で迎えた9回裏一死満塁の場面で四国学院大学の投手が初球に捕手のサインを見て投球動作に入ろうとしながら、動きを止めて再度サインを見る動作がボークと判定され走者が進塁し、九州産業大学のサヨナラ勝ちとなった。

### 盗塁王争いにおける故意のボーク疑惑
1998年のパ・リーグペナントレースにおいて、西武ライオンズの松井稼頭央と千葉ロッテマリーンズの小坂誠が盗塁王争いをしていた。10月12日、ペナント最終戦に西武とロッテの直接対決があった。この試合までに西武とロッテの順位は確定しており、タイトル争いが注目されるだけの消化試合になっていた。最終戦前、小坂は松井よりも盗塁数で1個上回っていた。
この試合の7回表にロッテの小坂がレフト前にヒットを放ち出塁。この後、盗塁王を狙う小坂に対し西武投手の芝﨑和広は一塁に牽制悪送球をした。だが、牽制悪送球では二塁に進塁しても盗塁にならないため、小坂は一塁コーチの指示に従い二塁に進塁しなかった。すると、次の投球で芝﨑はセットポジションで静止せずに投球したためボークとなった。ボークなので小坂は自分の意志に関わらず、盗塁にならないまま二塁に進まなければならなかった。ロッテ監督の近藤昭仁は「故意のボークであり、野球協約が禁止する敗退行為にあたらないか?」と抗議するも認められず、小坂は二塁へ進塁。この後、ショートの松井（盗塁王争いの相手）が二塁ベース上に立つなどして西武守備陣のきついマークの中で、小坂は三塁盗塁を試みるも失敗した。そして、7回裏一・二塁において松井は盗塁に成功し小坂と並び、盗塁王を分け合う形となった。

## 日本プロ野球（NPB）

### 通算記録
| 順位 | 選手名             | ボーク |
| ---- | ------------------ | ------ |
| 1    | 江本孟紀           | 24     |
| 2    | 米田哲也           | 23     |
| 3    | ライアン・グリン   | 20     |
| 4    | 石井貴             | 18     |
| 5    | ドミンゴ・グスマン | 16     |
| 6    | 川尻哲郎           | 15     |
| 7    | 槙原寛己           | 14     |
| 7    | 伊良部秀輝         | 14     |
| 9    | 佐藤道郎           | 12     |
| 9    | 高橋直樹           | 12     |
| 9    | 加藤伸一           | 12     |
| 9    | エステバン・ジャン | 12     |
| 9    | ジオ・アルバラード | 12     |

- 記録は2024年シーズン終了時[22]

### シーズン記録
| 順位 | 選手名             | 所属球団                   | ボーク | 記録年 | 備考           |
| ---- | ------------------ | -------------------------- | ------ | ------ | -------------- |
| 1    | エステバン・ジャン | 阪神タイガース             | 12     | 2007年 | セ・リーグ記録 |
| 2    | クリス・ブロック   | 広島東洋カープ             | 11     | 2003年 |                |
| 3    | 江本孟紀           | 南海ホークス               | 10     | 1973年 | パ・リーグ記録 |
| 4    | 五井孝蔵           | 近鉄パールス               | 8      | 1952年 |                |
| 5    | 足立光宏           | 阪急ブレーブス             | 7      | 1973年 |                |
| 5    | 石井貴             | 西武ライオンズ             | 7      | 1998年 |                |
| 5    | ライアン・グリン   | 北海道日本ハムファイターズ | 7      | 2007年 |                |
| 5    | 多田野数人         | 北海道日本ハムファイターズ | 7      | 2008年 |                |
| 5    | ジオ・アルバラード | 広島東洋カープ             | 7      | 2011年 |                |

- 記録は2024年シーズン終了時[23]

### 1試合記録
| 選手名             | 所属球団                     | ボーク | 記録日       | 対戦相手       |
| ------------------ | ---------------------------- | ------ | ------------ | -------------- |
| ドミンゴ・グスマン | 東北楽天ゴールデンイーグルス | 4      | 2007年9月1日 | 西武ライオンズ |

### 1イニング記録
| 選手名             | 所属球団                     | ボーク | 記録日        | 対戦相手         | イニング |
| ------------------ | ---------------------------- | ------ | ------------- | ---------------- | -------- |
| テリー・レイ       | 日本ハムファイターズ         | 3      | 1974年7月17日 | 近鉄バファローズ | 1回裏    |
| ドミンゴ・グスマン | 東北楽天ゴールデンイーグルス | 3      | 2007年9月1日  | 西武ライオンズ   | 4回表    |

## メジャーリーグベースボール

### 通算記録
| 順位 | 選手名                 | ボーク |
| ---- | ---------------------- | ------ |
| 1    | スティーブ・カールトン | 90     |
| 2    | ボブ・ウェルチ         | 45     |
| 3    | バド・ブラック         | 43     |
| 4    | チャーリー・ハフ       | 42     |
| 4    | フィル・ニークロ       | 42     |

- 記録は2018年シーズン終了時